# Landkreis Coburg

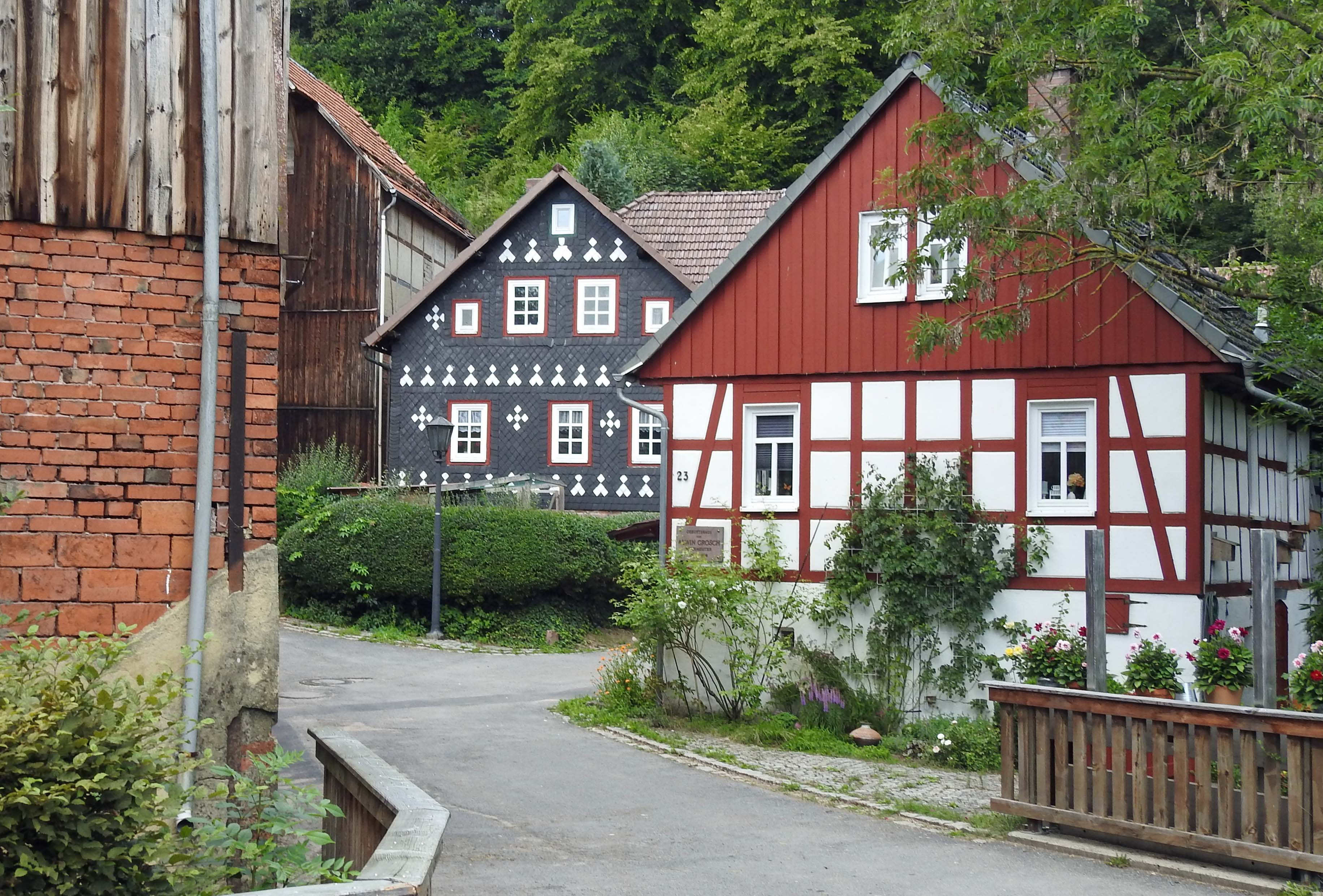
Schönstädt bei Rödental

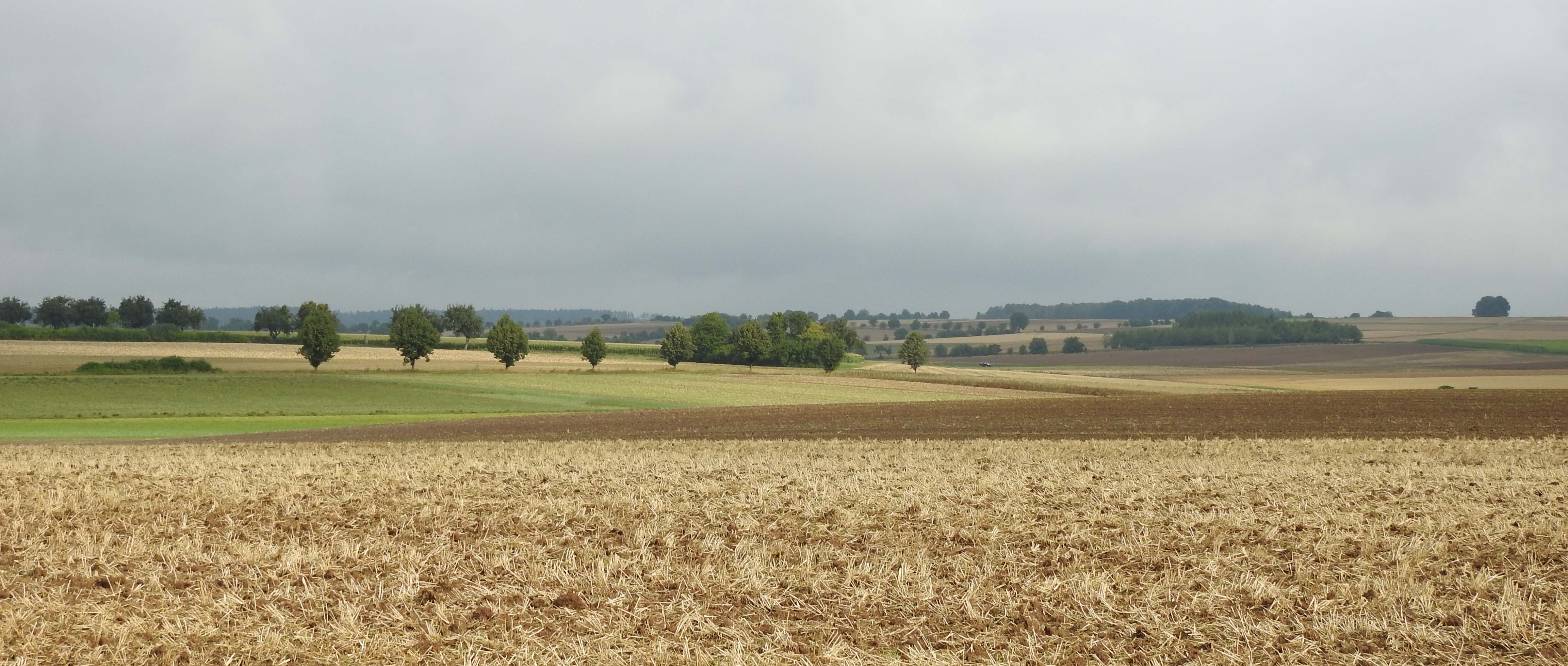
Lange Berge bei Bad Rodach

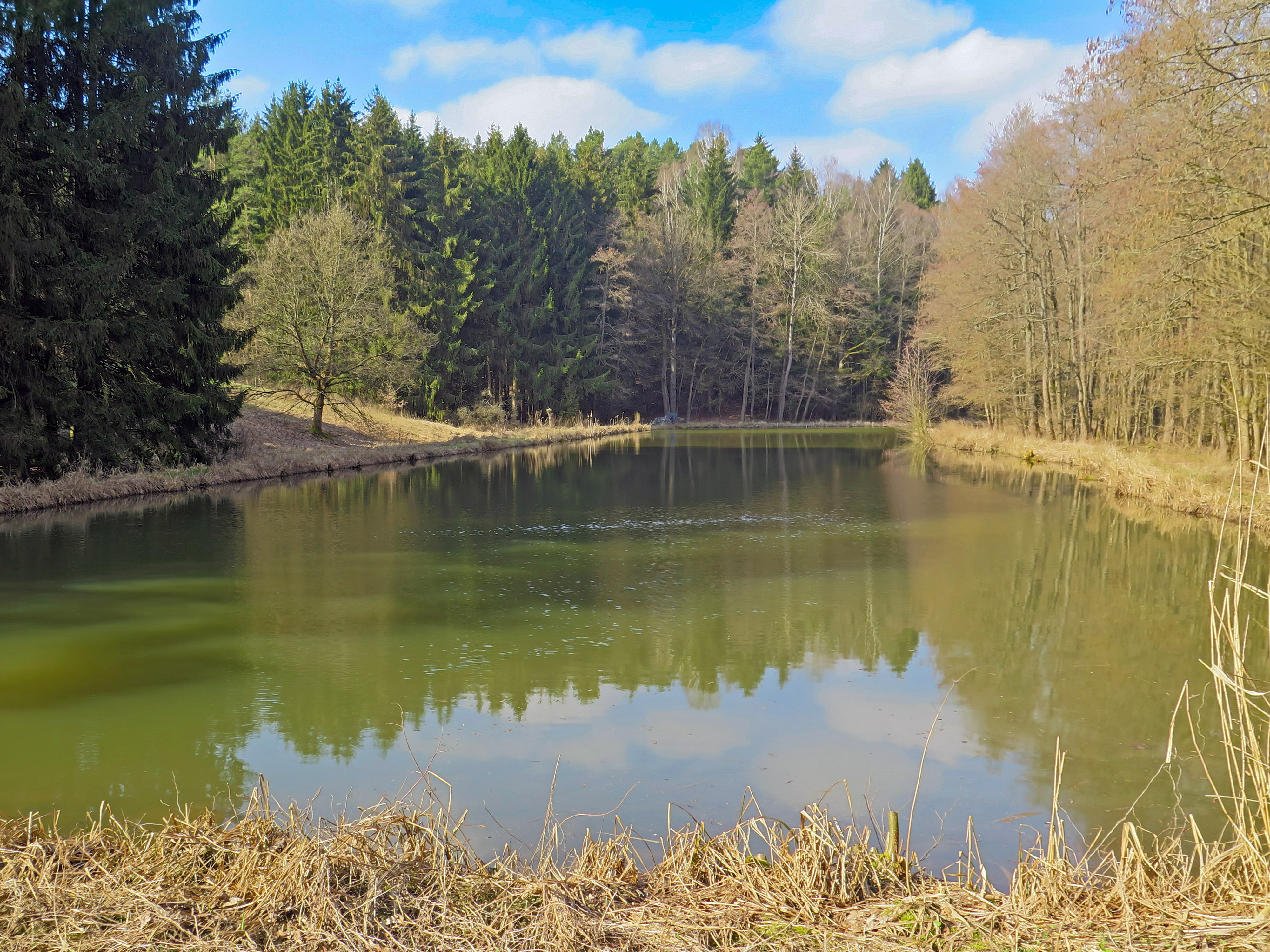
Im Wald südlich von Frohnlach

Der Landkreis Coburg liegt im Nordwesten Oberfrankens in Bayern. Die kreisfreie Stadt Coburg, in der sich auch die Kreisverwaltung befindet, ist ganz vom Landkreis Coburg umgeben. Der Landkreis ist Mitglied der Metropolregion Nürnberg.

## Geografie

### Lage
Den Nordwesten des Kreisgebietes bildet eine flachwellige (300–500 m ü. NHN) Hochfläche, die überwiegend als Ackerland genutzt wird. Der nördliche Teil des Landkreises wird zum Vorland des Thüringer Waldes gezählt und besitzt bereits einen deutlichen Mittelgebirgscharakter; er ist bis auf Rodungsflächen von ausgedehnten Laubwäldern geprägt. Zwischen diesen beiden Landschaften liegt der Muschelkalkzug der Langen Berge, deren karger Boden von Nadelwäldern bedeckt ist. In den Langen Bergen liegt das Naturschutzgebiet Lauterberg. Der Buchberg bei Rottenbach ist mit 528 m ü. NHN die höchste Erhebung im Landkreis. Im Süden erstreckt sich das zum Fränkischen Keuper-Lias-Land gehörende Itz-Hügelland (250–300 m ü. NHN).

### Nachbarkreise
Der Landkreis grenzt im Uhrzeigersinn, im Nordwesten beginnend, an die Landkreise Hildburghausen und Sonneberg (beide in Thüringen) sowie an die Landkreise Kronach, Lichtenfels, Bamberg und Haßberge (alle in Bayern).

## Geschichte

### Bis 1919
Erstmals urkundlich erwähnt wurden Coburg und Saalfeld 1012 als Mitgift für Pfalzgraf Ehrenfried (Ezzo) von Lothringen, von dessen Tochter Richeza die Grundherrschaft 1056 an Erzbischof Anno II. von Köln überging.
In den folgenden 300 Jahren traten Andechs-Meranien, Wildberg und Henneberg sowie die Klöster Fulda, Hersfeld, Banz, Langheim, Mönchröden, Veilsdorf und Sonnefeld als Besitz- und Herrschaftsträger auf, bis 1353 Markgraf Friedrich III. der Strenge in der zuvor durch die Grafen von Henneberg vereinten Pflege Coburg (Haus Wettin) das Erbe antrat. In der Folge gehörte die Region zum Kurfürstentum Sachsen, nach 1547 zu den Sächsischen Herzogtümern und von 1826 bis zum Ende der Monarchie (1918) zum Herzogtum Sachsen-Coburg und Gotha.
1858 führte das Herzogtum Sachsen-Coburg eine Trennung von Verwaltung und Justiz ein. So wurde das Landratsamt Coburg aus den Bezirken der 1802 bzw. 1807 gebildeten Justizämter Coburg II (Landbezirk), Neustadt und Rodach sowie dem 1826 hinzugekommenen Amt Sonnefeld eingerichtet. Das Justizamt Coburg I umfasste die Stadt Coburg. 1877 wurde auch der Amtsbezirk Königsberg dem Landratsamt Coburg zugeteilt. Die bisherigen Justizämter wurden dann als Amtsgerichte bezeichnet, wobei die Justizämter Coburg I und Coburg II zum Amtsgericht Coburg vereinigt wurden. Die Städte Coburg, Neustadt, Rodach und Königsberg unterstanden nicht dem Landratsamt Coburg. Sie hatten eine eigene magistrale Verfassung.

### Bezirksamt
Nach einer Volksabstimmung 1919 wurde der Freistaat Coburg (im Wesentlichen identisch mit der heutigen Stadt und dem Landkreis Coburg) am 1. Juli 1920 mit dem Freistaat Bayern vereinigt. Der Freistaat Bayern passte die Verwaltungsstruktur im ehemaligen Herzogtum Sachsen-Coburg seinem übrigen Staatsgebiet an. Aus dem Landratsamt Coburg wurde das Bezirksamt Coburg, das für die Amtsgerichtsbezirke Coburg, Neustadt bei Coburg, Rodach und Sonnefeld zuständig war. Die coburgischen Gemeinden Altershausen, Dörflis, Erlsdorf, Hellingen, Köslau, Kottenbrunn und Nassach, die mehrere Exklaven gebildet hatten, wurden dem Bezirksamt Hofheim in Unterfranken zugeteilt. Die Städte Coburg, Neustadt bei Coburg und Rodach wurden als kreisunmittelbare Städte in Oberfranken weitergeführt, während die Stadt Königsberg in das Bezirksamt Hofheim in Unterfranken eingegliedert wurde. 1921 wurden die Amtsgerichtsbezirke Coburg, Neustadt bei Coburg, Rodach, Sonnefeld und Königsberg zum Landgericht Coburg zusammengefasst, wobei 1925 bzw. 1929 die Amtsgerichte Königsberg und Sonnefeld aufgehoben wurden.
Am 1. Januar 1931 wurden die Gemeinden Altenhof mit den Orten Tambach und Hergramsdorf sowie Schorkendorf mit den Orten Eicha, Krebsmühle, Siebenwind und Ziegelhütte aus dem Bezirksamt Staffelstein übernommen.
Am 1. Juli 1934 wurde die Stadt Coburg um die Gemeinden Cortendorf, Ketschendorf, Neuses bei Coburg und Wüstenahorn des Bezirksamtes vergrößert.

### Landkreis
Am 1. Januar 1939 wurde wie überall im Deutschen Reich die Bezeichnung Landkreis eingeführt. So wurde aus dem Bezirksamt der Landkreis Coburg.
Am 1. April 1940 wurden die kreisfreien Städte Neustadt bei Coburg und Rodach in den Landkreis Coburg eingegliedert.
Der Landkreis hatte den Zweiten Weltkrieg relativ unzerstört überstanden und wurde im April 1945 durch die 11. US-Panzerdivision besetzt und Teil der Amerikanischen Besatzungszone, während das thüringische Hinterland zur Sowjetischen Besatzungszone gehörte und bis 1949 durch die Zonengrenze bzw. ab 1949 innerdeutsche Grenze abgeschnitten blieb. Der Landkreis lag somit im Zonenrandgebiet.
Am 7. Juni 1946 wurde Neustadt wieder aus dem Landkreis Coburg herausgelöst. Coburg blieb stets als kreisfreie Stadt erhalten.
Am 1. Januar 1972 trat der Landkreis die Gemeinden Lützelbuch, Rögen und Seidmannsdorf an die kreisfreie Stadt Coburg ab. Am selben Tag verlor er die Gemeinde Ketschenbach an die kreisfreie Stadt Neustadt bei Coburg.
Durch die Gebietsreform zur Neugliederung der bayerischen Landkreise wurden am 1. Juli 1972 dem Landkreis Coburg die Stadt Neustadt bei Coburg, Teile des früheren Landkreises Staffelstein mit Seßlach und der Gemeinde Witzmannsberg (als neuer Teil der Gemeinde Ahorn) sowie die Gemeinde Heilgersdorf des Landkreises Ebern zugeordnet. Gleichzeitig wechselten die Gemeinden Hofsteinach, Horb an der Steinach, und Leutendorf b. Coburg in den Landkreis Kronach.
Kreissitz blieb die kreisfreie Stadt Coburg, die durch Eingemeindung der Gemeinden Beiersdorf bei Coburg, Creidlitz und Scheuerfeld des Landkreises vergrößert wurde. Die Stadt Neustadt bei Coburg erhielt als Ersatz für den Verlust der Kreisfreiheit den Status einer Großen Kreisstadt.
Am 1. Januar 1975 trat der Landkreis Coburg die Gemeinde Freiberg an den Landkreis Lichtenfels ab. Dort wurde sie nach Eggenbach eingemeindet.
Am 1. Juli 1976 trat der Landkreis die Gemeinde Neu- und Neershof und am 1. Januar 1977 die Gemeinde Bertelsdorf an die kreisfreie Stadt Coburg ab.
Am 1. Januar 1978 wurde der Landkreis Coburg um die Orte Neuensorg (nach Weidhausen bei Coburg eingemeindet) und Forsthub (nach Grub am Forst eingemeindet) des Landkreises Lichtenfels vergrößert.
Am 1. Mai 1978 wurde der Gemeindeteil Mödlitz der Gemeinde Weidhausen bei Coburg in die Gemeinde Schneckenlohe  des Landkreises Kronach umgegliedert. Der Landkreis Coburg erreichte damit seine heutige Ausdehnung.
In den 1960er Jahren gab es im Kreisgebiet 129 und vor dem Stichtag der Gemeindegebietsreform am 10. Mai 1978 noch 51 Gemeinden. Heute sind davon noch 17 Städte und Gemeinden verblieben.

### Einwohnerentwicklung

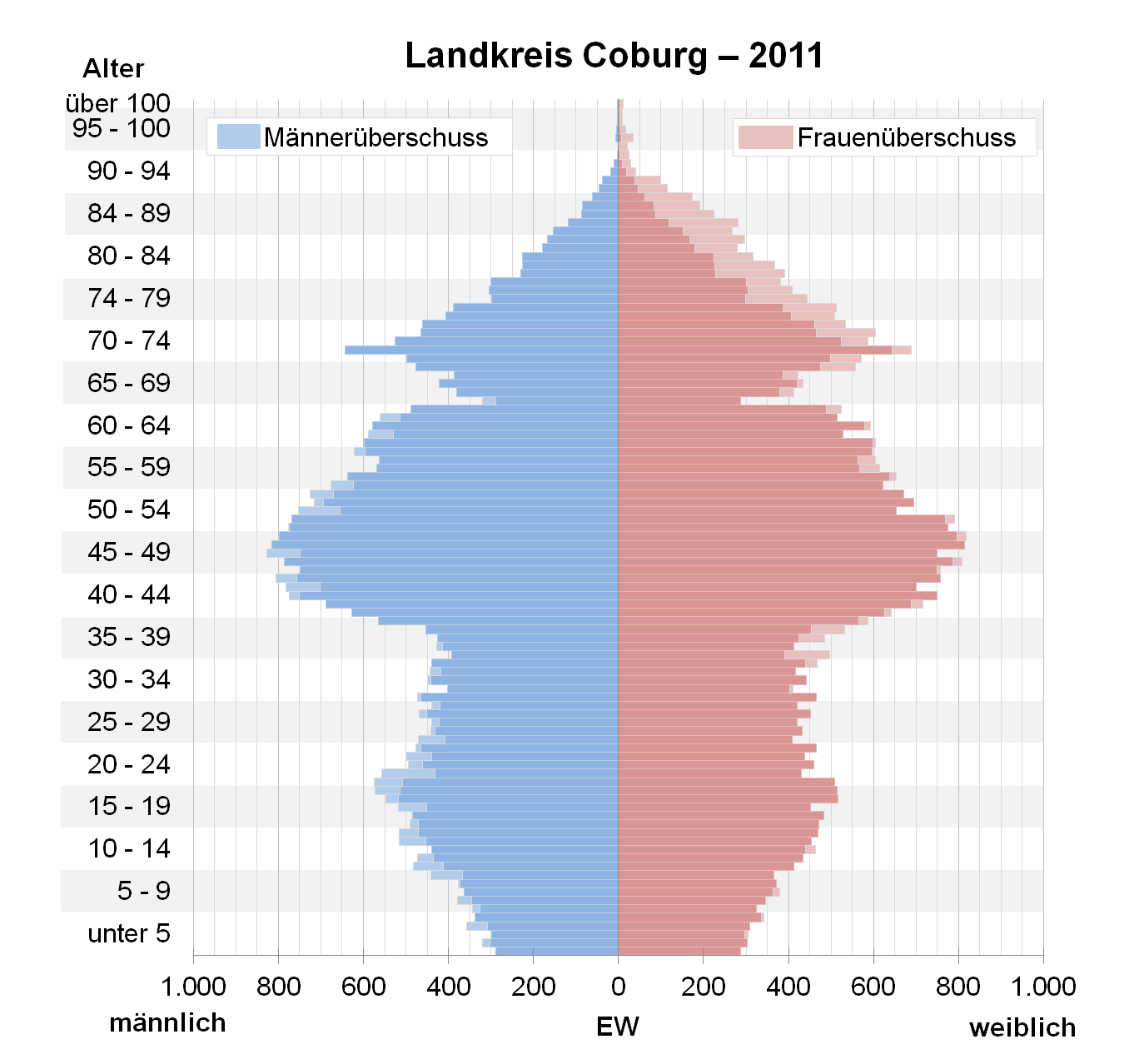
Bevölkerungspyramide für den Kreis Coburg (Datenquelle: Zensus 2011)

Im Zeitraum 1988 bis 2018 wuchs der Landkreis von 82.144 auf 86.906 um 4.762 Einwohner bzw. um 5,8 %. Am 31. Dezember 1999 hatte der Landkreis mit 92.304 die höchste Einwohnerzahl.
Die nachfolgenden Zahlen beziehen sich auf den Gebietsstand vom 25. Mai 1987.
| Bevölkerungsentwicklung | Bevölkerungsentwicklung | Bevölkerungsentwicklung | Bevölkerungsentwicklung | Bevölkerungsentwicklung | Bevölkerungsentwicklung | Bevölkerungsentwicklung | Bevölkerungsentwicklung | Bevölkerungsentwicklung | Bevölkerungsentwicklung | Bevölkerungsentwicklung | Bevölkerungsentwicklung | Bevölkerungsentwicklung | Bevölkerungsentwicklung | Bevölkerungsentwicklung |
| ----------------------- | ----------------------- | ----------------------- | ----------------------- | ----------------------- | ----------------------- | ----------------------- | ----------------------- | ----------------------- | ----------------------- | ----------------------- | ----------------------- | ----------------------- | ----------------------- | ----------------------- |
| Jahr                    | 1840                    | 1900                    | 1939                    | 1950                    | 1961                    | 1970                    | 1987                    | 1991                    | 1995                    | 2000                    | 2005                    | 2010                    | 2015                    |                         |
| Einwohner               | 33.487                  | 45.169                  | 53.336                  | 79.307                  | 80.676                  | 85.161                  | 82.033                  | 86.958                  | 91.098                  | 92.243                  | 91.325                  | 88.193                  | 86.599                  |                         |

## Politik

### Kreistag
Der Kreistag besteht aus 60 Kreisräten und dem Landrat und setzt sich aufgrund der Kommunalwahl vom 15. März 2020 wie folgt zusammen:
| Kreistagswahl 2020Wahlbeteiligung: 60,9 % (-0,2 %) %403020100 30,420,319,310,76,75,53,02,21,9 CSUSPDFWGrüneULBeAfDÖDPFDPLinkeGewinne und Verlusteim Vergleich zu 2014 %p 6 4 2 0 −2 −4 −6 −8−10−12−3,2−10,9+2,0+2,4+2,0+5,5−0,2+0,4+1,9CSUSPDFWGrüneULBAfDÖDPFDPLinkeAnmerkungen:e Unabhängige Landkreis Bürger e.V. | Sitzverteilung im Kreistag Coburg seit 2020Insgesamt 60 Sitze - Linke: 1 - SPD: 12 - Grüne: 7 - ÖDP: 2 - ULB: 4 - FW: 12 - FDP: 1 - CSU: 18 - AfD: 3 |

| Parteien und Wählergemeinschaften | Parteien und Wählergemeinschaften                                  | 2020   | 2020   | 2014   | 2014   | 2008   | 2008   | 2002   | 2002   | 1996   | 1996   |
| Parteien und Wählergemeinschaften | Parteien und Wählergemeinschaften                                  | %      | Sitze  | %      | Sitze  | %      | Sitze  | %      | Sitze  | %      | Sitze  |
| CSU/Landvolk                      | Christlich-Soziale Union in Bayern/Landvolk                        | 30,4   | 18     | 33,6   | 20     | 37,8   | 24     | 39,5   | 25     | 36,8   | 23     |
| SPD                               | SPD Bayern                                                         | 20,3   | 12     | 31,2   | 19     | 32,7   | 20     | 37,9   | 23     | 39,0   | 24     |
| FW                                | Freie Wähler Bayern                                                | 19,3   | 12     | 17,3   | 10     | 17,3   | 10     | –      | –      | –      | –      |
| Grüne                             | Grüne Bayern                                                       | 10,7   | 7      | 8,3    | 5      | 7,2    | 4      | 5,9    | 3      | 7,5    | 4      |
| ULB                               | Unabhängige Landkreis Bürger e.V.                                  | 6,7    | 4      | 4,7    | 3      | –      | –      | –      | –      | –      | –      |
| AfD                               | AfD Bayern                                                         | 5,5    | 3      | –      | –      | –      | –      | –      | –      | –      | –      |
| ÖDP                               | Ökologisch–Demokratische Partei                                    | 3,0    | 2      | 3,2    | 2      | 2,4    | 1      | –      | –      | –      | –      |
| FDP                               | FDP Bayern                                                         | 2,2    | 1      | 1,8    | 1      | 2,5    | 1      | –      | –      | –      | –      |
| Linke/SBC-Land                    | Die Linke Bayern/Wählergruppe Sozial und bürgernah für Coburg Land | 1,9    | 1      | –      | –      | –      | –      | –      | –      | –      | –      |
| FW–ÜKW                            | Freie Wähler Bayern–Überparteiliche Kreiswahlgemeinschaft          | –      | –      | –      | –      | –      | –      | 13,9   | 8      | 12,3   | 7      |
| FDP/UB                            | Freie Demokratische Partei/Unabhängige Bürger                      | –      | –      | –      | –      | –      | –      | 2,7    | 1      | 4,4    | 2      |
| gesamt                            | gesamt                                                             | 100,0  | 60     | 100,1  | 60     | 99,9   | 60     | 99,9   | 60     | 100,0  | 60     |
| Wahlbeteiligung                   | Wahlbeteiligung                                                    | 60,9 % | 60,9 % | 61,1 % | 61,1 % | 62,6 % | 62,6 % | 66,6 % | 66,6 % | 71,1 % | 71,1 % |

### Landrat
Landrat ist seit dem 12. Februar 2019 Sebastian Straubel (CSU). Dieser setzte sich in der Stichwahl am 10. Februar 2019 mit 62,45 % gegen den SPD-Kandidaten Martin Stingl (37,55 %) durch. Sein Vorgänger im Amt des Landrats war von 2008 bis 2018 Michael C. Busch (SPD), der sich in der Stichwahl am 16. März 2008 mit 52,52 % der Stimmen gegen Staatssekretär Jürgen W. Heike (CSU) durchsetzte und 2014 mit 62,95 % im Amt bestätigt wurde. Aufgrund des Einzugs Buschs in den Bayerischen Landtag wurden vorgezogene Neuwahlen erforderlich.

#### Landräte im Landkreis Coburg
- Adolf von Wangenheim (01.07.1858 – 30.11.1865)
- Wilhelm Ewald (01.12.1865 – 30.06.1872)
- Reinhold Erhardt (01.07.1872 – 07.11.1885)
- Ernst Gruner (kommissarisch als Assessor) (08.11.1885 – 30.03.1886)
- Ernst Schmidt (01.04.1886 – 31.03.1894)
- Albert Schmidt (01.04.1894 – 31.05.1912)
- Hermann Quarck (01.08.1912 – 31.05.1914)
- Ernst von Strenge (01.06.1914 – 31.05.1921)
- Ernst Fritsch (01.06.1921 – 04.03.1933)
- Franz Dehler (Bezirksamtmann) (05.05.1933 – 27.07.1938)
- Gerhard Derks (01.08.1938 – 20.05.1943)
- Hermann Finck (26.05.1943 – April 1945)
- Carl Escher (kommissarisch als Regierungsoberinspektor) (20.04.1945 – 08.05.1945)
- Eduard Schmidt (kommissarisch) (09.05.1945 – 11.05.1945)
- Karl Kokott (kommissarisch als Hauptmann der Schutzpolizei) (12.05.1945 – 23.06.1945)
- Karl Bauer (kommissarisch als Regierungsrat) (24.06.1945 – 14.06.1946)
- Rudolf Kaemmerer (14.06.1946 – 30.04.1964)
- Klaus Groebe (01.05.1964 – 30.06.1972)
- Helmut Knauer (01.07.1972 – 30.04.1990)
- Karl Zeitler (01.05.1990 – 30.04.2008)
- Michael C. Busch (01.05.2008 – 05.11.2018)
- Rainer Mattern (05.11.2018 – 11.02.2019) als gewählter Stellvertreter des Landrates[8]
- Sebastian Straubel (seit 12. Februar 2019)

### Wappen
| Wappen des Landkreises Coburg | Blasonierung: „Gespalten; vorne die Bayerischen Rauten, hinten neunmal geteilt von Schwarz und Gold, belegt mit einem schrägen und gebogenen grünen Rautenkranz.“ |

Logo des Landkreises Coburg

| Wappen des Landkreises Coburg | Wappenbegründung: Die vordere Hälfte des Wappens betont die nach dem Anschluss des Freistaates Coburg an Bayern bestehende staatliche Zugehörigkeit und die Eigenschaft des Wappeninhabers als bayerischer Landkreis. Die hintere Hälfte des Wappens dagegen weist durch das Hauptwappen der Wettiner mit dem Rautenkranz auf die jahrhundertelange Verbindung mit Sachsen hin. |

Flagge des Landkreises Coburg

Die nebenstehende Flagge zeigt die Farben des Großherzogtums Sachsen mit mittig aufgelegtem Wappen.
Neben dem Wappen verwendet der Landkreis auch ein Logo.

### Landkreispartnerschaften
- Manisa, Türkei; seit 2016

## Wirtschaft
Die Industrialisierung hat im Landkreis Coburg sehr früh begonnen. Coburg ist bayernweit eine der ältesten Industrieregionen. Heute gehört der Coburger Raum zu den am stärksten industrialisierten Regionen Deutschlands (ca. 280 Industriearbeitsplätze auf 1000 Einwohner), vorwiegend geprägt durch Klein- und Mittelbetriebe.
Strukturprägend sind vor allem die alten Industrien
- Polstermöbel- und holzverarbeitende Industrie (1/3 der bundesdeutschen Polstermöbelproduktion)
- Spielwarenindustrie und Christbaumschmuckherstellung
- Korbwaren- und Kinderwagenherstellung
- keramische Industrie (Porzellan und Industriekeramik)
- Maschinen- und Anlagenbau

sowie die Elektrotechnik.
Die fünf größten Arbeitgeber im Landkreis Coburg sind mit Stand 2011 die Habermaaß-Firmenfamilie in Bad Rodach (ca. 2000 Mitarbeiter), Valeo Klimasysteme in Bad Rodach (730 Mitarbeiter), Saint Gobain Industriekeramik in Rödental (650 Mitarbeiter), Schumacher Packaging in Ebersdorf bei Coburg (600 Mitarbeiter) sowie die Schillig Polstermöbelwerke in Ebersdorf bei Coburg (555 Mitarbeiter). Da nach der Deutschen Wiedervereinigung die Zonenrandförderung wegfiel, vollzieht sich derzeit – verstärkt durch die EU-Osterweiterung und die Wirtschaftskrise – ein Strukturwandel, dem viele Arbeitsplätze und Betriebe zum Opfer fallen. Als Folge dieser Entwicklung stieg die Arbeitslosenquote zwischenzeitlich von ca. 3 % in den 1980ern auf 10,5 % (November 2003). Im Jahr 2013 betrug sie 4,1 %. Als soziale Einrichtung ist das Jugendhaus Neukirchen zu erwähnen.

## Bevölkerung

Bevölkerungsentwicklung des Landkreises Coburg seit 1840

Die Coburger Region wurde bis zum 6. Jahrhundert von den Thüringern besiedelt und während der Völkerwanderung von den Franken erobert. In ostfränkischer Zeit wanderten slawische Wenden und Sorben ein. Die Mundart der Region ist das Itzgründische, ein Dialekt des Mainfränkischen.
Nach dem Zweiten Weltkrieg ließen sich viele Flüchtlinge aus den Ostgebieten in Coburg nieder. 1946 zählte der Landkreis mehr als 61.000 Einwohner gegenüber 40.000 im Jahre 1939.

## Verkehr

### Schiene

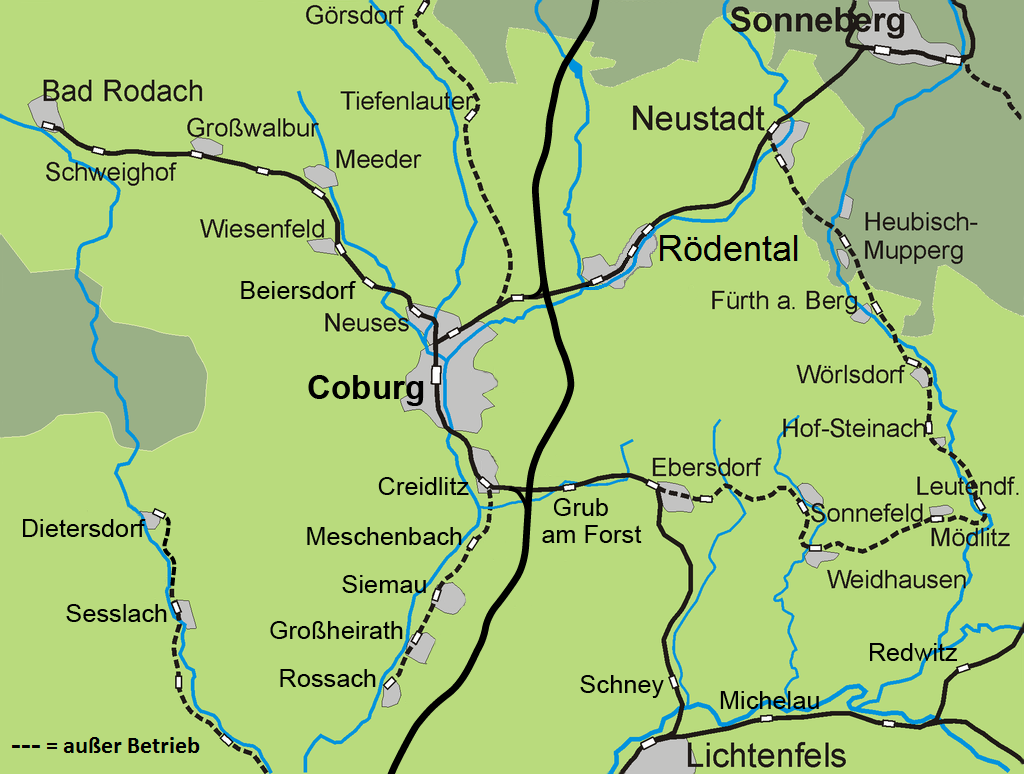
Bahnstrecken im Coburger Land

Die Werra-Eisenbahn-Gesellschaft, an deren Aktienkapital das Herzogtum Sachsen-Coburg und Gotha beteiligt war, richtete 1858 ihre erste Strecke, die Werrabahn von Eisenach über Meiningen–Eisfeld nach Coburg ein. In Richtung Norden gab es als Zweigstrecke die Verbindung von Coburg nach Sonneberg, die später nach Lauscha und Ernstthal am Rennsteig weitergeführt wurde. Die Verbindung nach Lichtenfels wurde 1859 gemeinsam mit dem Königreich Bayern hergestellt. 1892 kam die erste Lokalbahn auf der Bahnstrecke Coburg–Bad Rodach hinzu.
Weitere Nebenbahnen eröffnete die Preußische Staatsbahn:

1900 die Itzgrundbahn, in Creidlitz abzweigend, nach Rossach und 1901 die Steinachtalbahn, in Ebersdorf abzweigend, nach Weidhausen; diese wurde 1920 durch die Deutsche Reichsbahn in einem Ring nach Neustadt zur Bahnstrecke Coburg–Sonneberg–Ernstthal am Rennsteig weitergeführt.
Die Bayerische Staatsbahn bediente ab 1913 mit ihrer Lokalbahnstrecke Bamberg–Dietersdorf die Stadt Seßlach und einige Gemeinden im Westen des Kreises.
Das Gesamtnetz von 105 Kilometer Länge (davon 18 im Stadtkreis Coburg) wird heute nur noch knapp zur Hälfte (50 km) vom Personenverkehr bedient. Stilllegungen (55 km) fanden statt:
- 1945: Fürth am Berg–Heubisch-Mupperg–Neustadt (4 km)
- 1945/50: Eisfeld–Görsdorf–Tiefenlauter–Coburg (15 km)
- 1975: Breitengüßbach–Kaltenbrunn-Untermerzbach–Memmelsdorf–Dietersdorf (15 km)
- 1975: Ebersdorf bei Coburg–Hof-Steinach–Fürth am Berg (23 km)
- 1984: Creidlitz–Rossach (8 km)

Der Schienenverkehr hat derzeit nur eine geringe Bedeutung, insbesondere weil die Werrabahn als West-Ost-Verbindung nicht mehr existiert. Die Schnellfahrstrecke Nürnberg–Erfurt für den ICE von München nach Berlin wurde im Dezember 2017 eröffnet.

### Straße
Coburg war auch im Straßenverkehr schlecht angebunden, da es in der Region bis zur Deutschen Einheit 1990 kaum Durchgangsverkehr gab. Der Straßenverkehr war geprägt von der Bundesstraße 4, die als Nord-Süd-Achse den Nürnberger Raum mit Thüringen und der B 303, die als West-Ost-Achse Schweinfurt mit Tschechien verbindet. Im Rahmen des Verkehrsprojekts Deutsche Einheit wurde die Bundesautobahn 73 (Nürnberg–Lichtenfels) über Coburg nach Suhl verlängert und ist seit dem 5. September 2008 durchgehend befahrbar.

## Sport
2021 bewarb sich der Kreis zusammen mit Coburg als Host Town für die Gestaltung eines viertägigen Programms für eine internationale Delegation der Special Olympics World Summer Games 2023 in Berlin. 2022 wurde er als Gastgeber für Special Olympics Togo ausgewählt. Damit wurde er Teil des größten kommunalen Inklusionsprojekts in der Geschichte der Bundesrepublik mit mehr als 200 Host Towns.

## Sehenswürdigkeiten
- Schloss Ahorn, Ahorn
- Gerätemuseum des Coburger Landes, Ahorn
- Schloss Hohenstein, Gemeindeteil Hohenstein der Gemeinde Ahorn
- Schloss Rosenau, Rödental
- Europäisches Museum für Modernes Glas, Rödental
- Kloster Mönchröden, Rödental
- Kloster Sonnefeld, Sonnefeld
- Schloss Tambach, Tambach
- Wildpark Tambach, Tambach

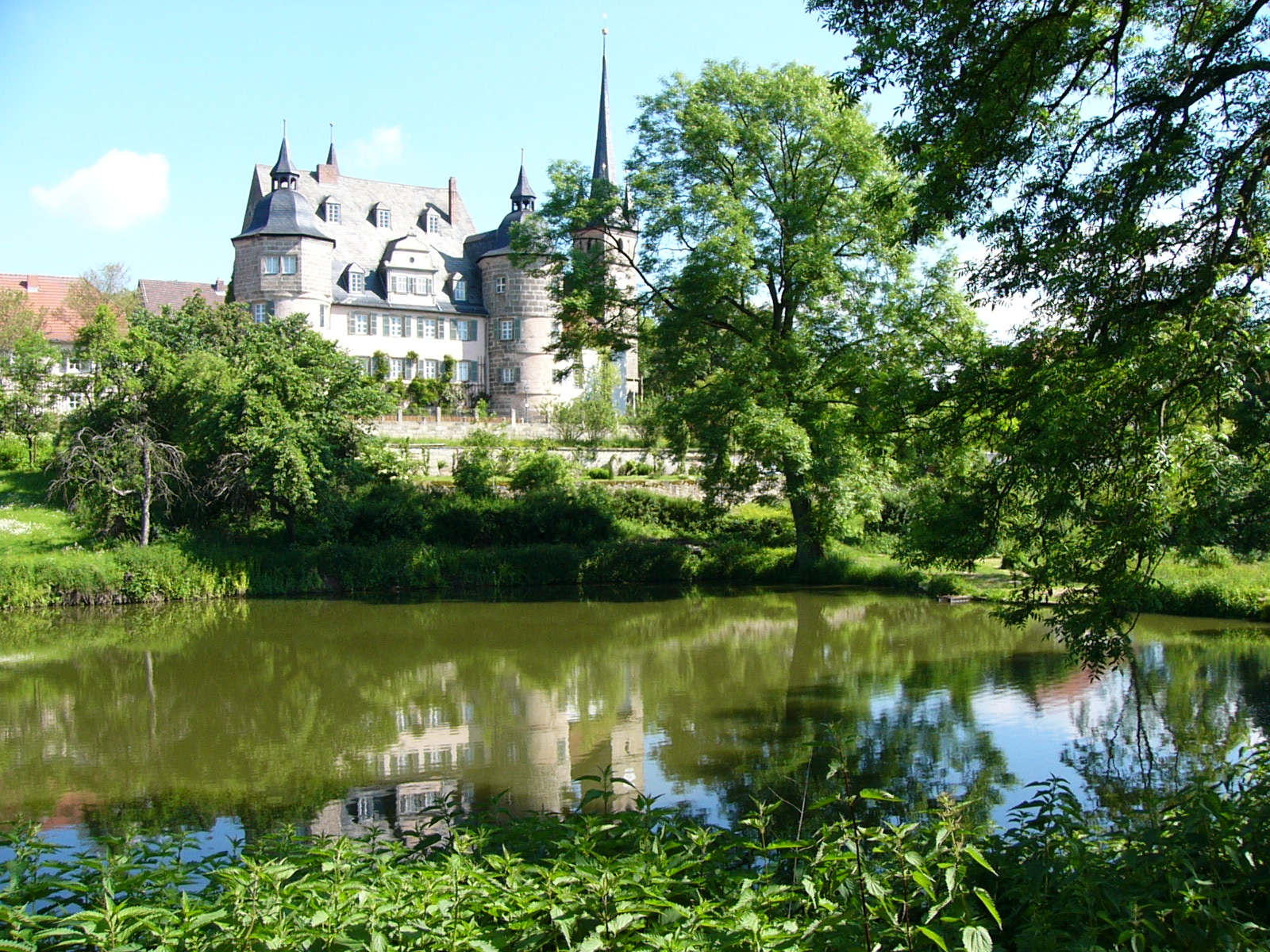
Schloss Ahorn
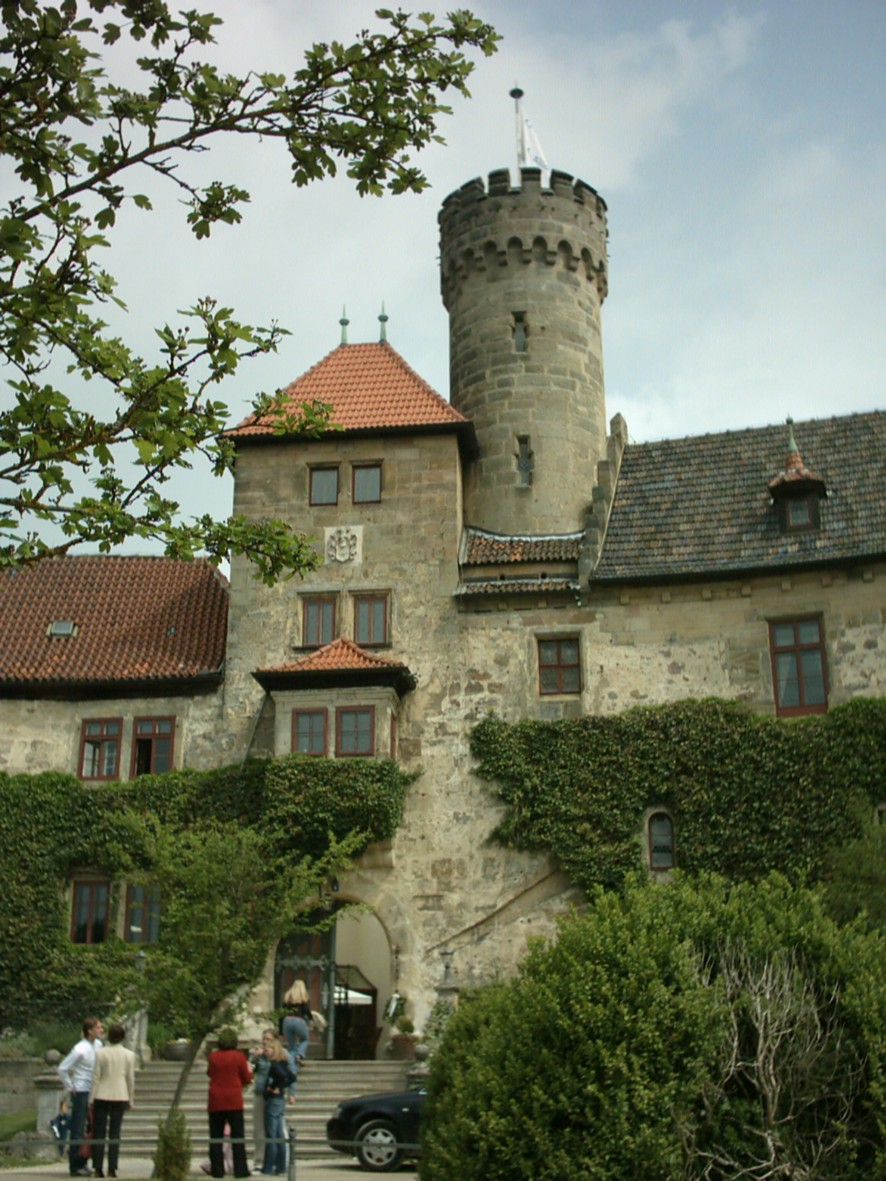
Schloss Hohenstein
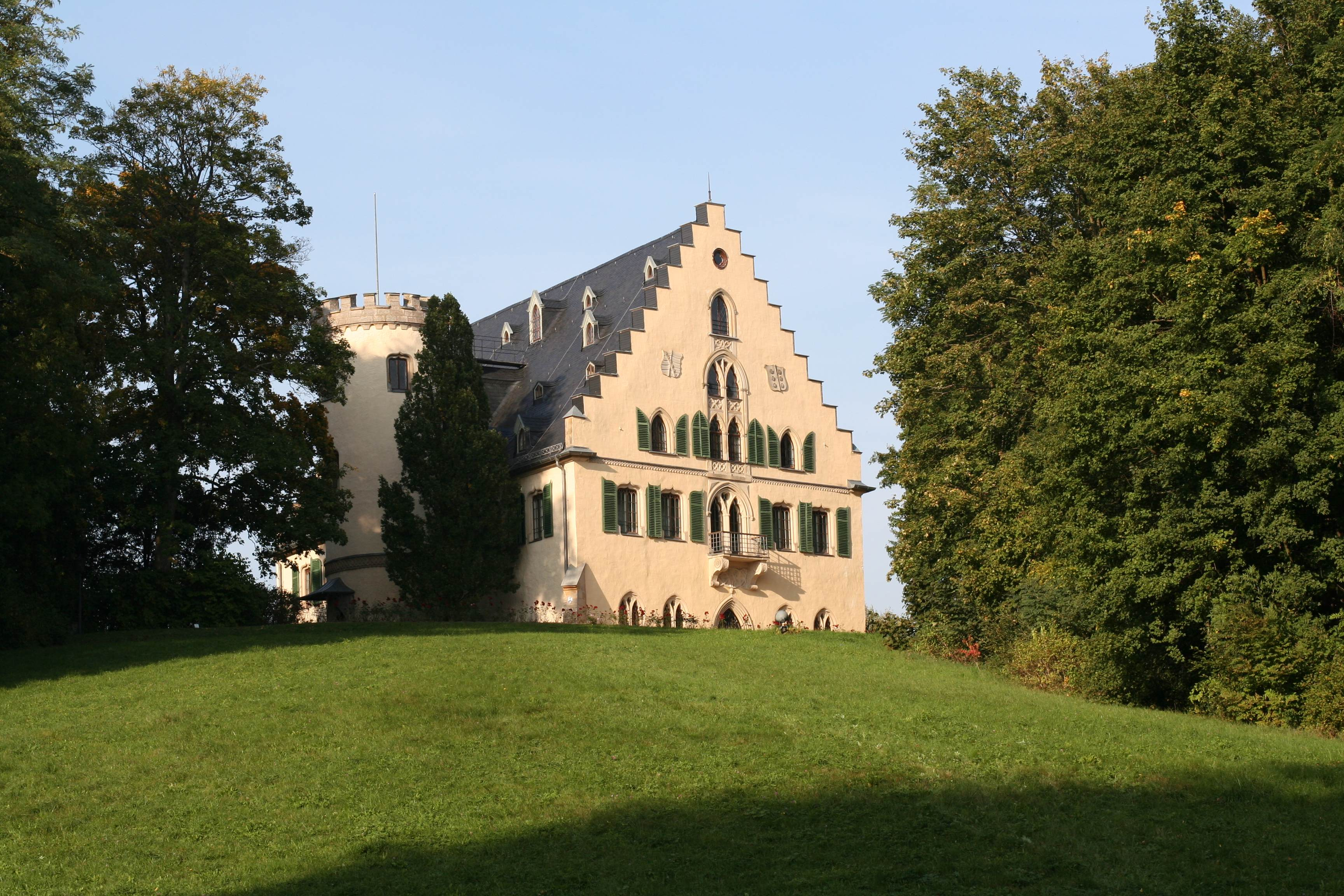
Schloss Rosenau
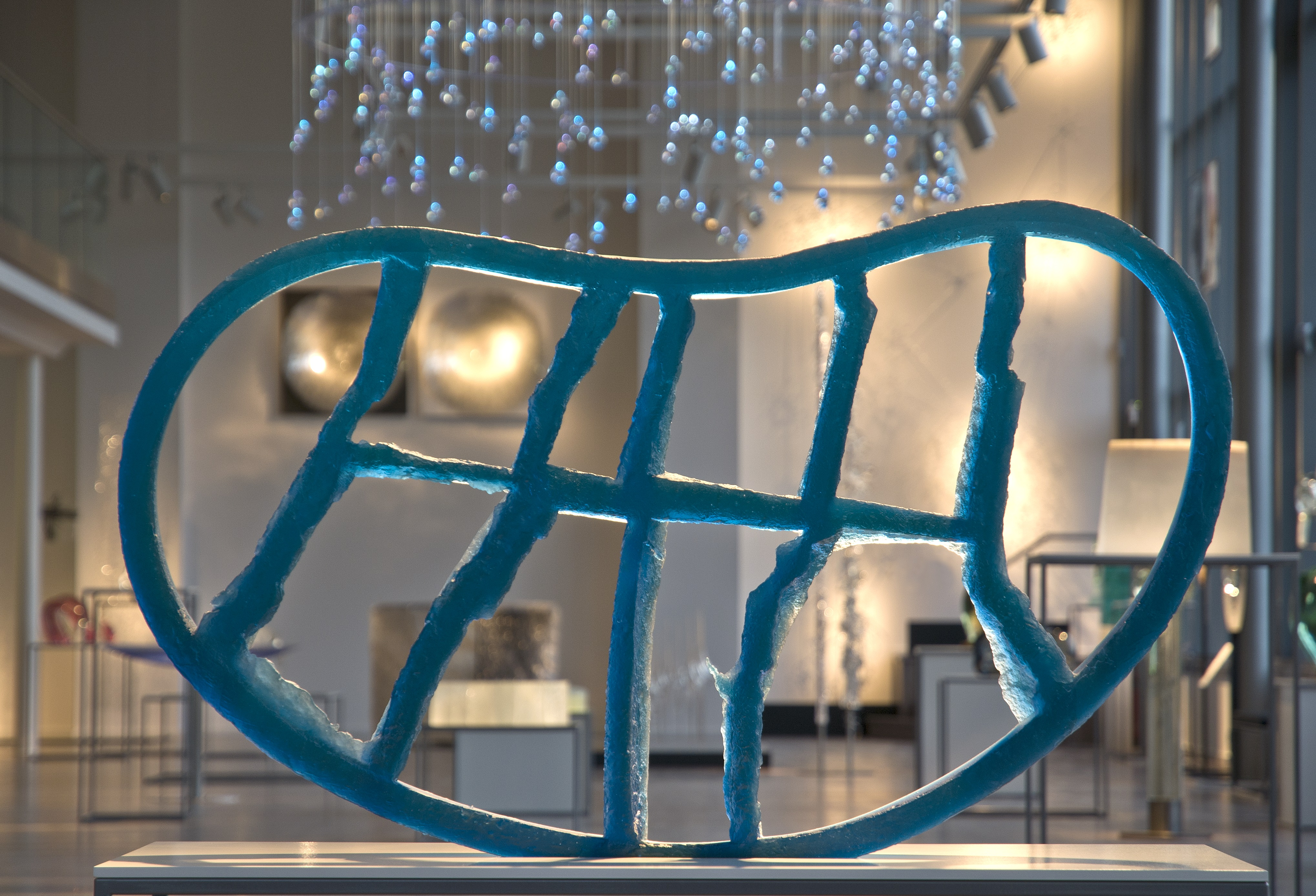
Europäisches Museum für Modernes Glas
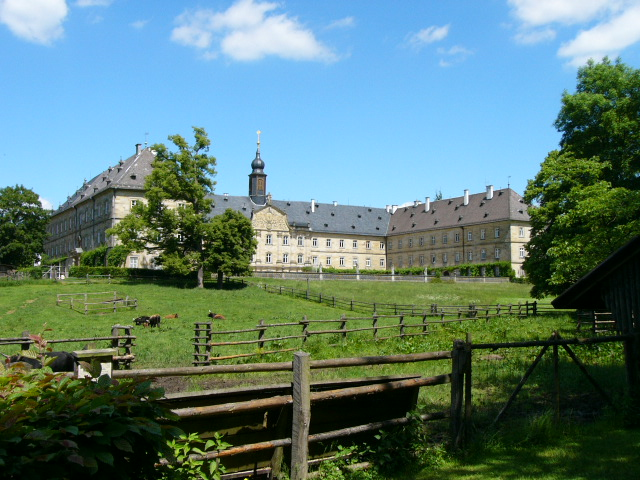
Schloss Tambach

Siehe auch:
- Liste von Pfarrhäusern im Landkreis Coburg

## Schutzgebiete
Im Landkreis Coburg gibt es 17 Naturschutzgebiete, zwölf Landschaftsschutzgebiete, 21 FFH-Gebiete und 17 vom Bayerischen Landesamt für Umwelt ausgewiesene Geotope. (Stand August 2016)
Siehe auch:
- Liste der Naturschutzgebiete im Landkreis Coburg
- Liste der Landschaftsschutzgebiete im Landkreis Coburg
- Liste der FFH-Gebiete im Landkreis Coburg
- Liste der Geotope im Landkreis Coburg

## Gemeinden
(Einwohnerzahlen vom 31. Dezember 2024)
| Städte 1. Bad Rodach (6179) 2. Neustadt bei Coburg, Große Kreisstadt (14.824) 3. Rödental (12.457) 4. Seßlach (3809) Verwaltungsgemeinschaft 1. Grub am Forst mit den Mitgliedsgemeinden Grub am Forst und Niederfüllbach Gemeindefreie Gebiete (3,22 km²) 1. Callenberger Forst-West (2,32 km²) 2. Gellnhausen (aufgelöst am 1. Januar 2025) 3. Köllnholz (0,90 km²) | Weitere Gemeinden 1. Ahorn (4047) 2. Dörfles-Esbach (3549) 3. Ebersdorf bei Coburg (6119) 4. Großheirath (2554) 5. Grub am Forst (2565) 6. Itzgrund (2315) 7. Lautertal (4404) 8. Meeder (3493) 9. Niederfüllbach (1450) 10. Sonnefeld (4430) 11. Untersiemau (4116) 12. Weidhausen bei Coburg (3128) 13. Weitramsdorf (5029) |  |

Die folgenden Gemeinden des Landkreises verloren seit 1972 ihre Eigenständigkeit:
| - Autenhausen, am 1. Mai 1978 zu Seßlach - Bergdorf, am 1. Mai 1978 zu Neustadt - Dietersdorf, am 1. Mai 1978 zu Seßlach - Freiberg, am 1. Januar 1975 zu Eggenbach, Lkr. Lichtenfels - Froschgrund, am 1. Mai 1978 zu Rödental - Gemünda in Oberfranken, am 1. Mai 1978 zu Seßlach - Gleismuthhausen, am 1. Januar 1977 zu Seßlach - Gleußen, am 1. Mai 1978 zu Itzgrund - Hattersdorf, am 1. Januar 1978 zu Seßlach - Heilgersdorf, am 1. Mai 1978 zu Seßlach - Kaltenbrunn, am 1. Mai 1978 zu Itzgrund | - Lahm, am 1. Mai 1978 zu Itzgrund - Langenbergen, am 1. Mai 1978 zu Rodach - Lechenroth, am 1. Oktober 1977 zu Seßlach - Merlach, am 1. Mai 1978 zu Seßlach - Oberelldorf, am 1. Mai 1975 zu Seßlach - Rothenberg, am 1. Mai 1978 zu Seßlach - Schottenstein, am 1. Mai 1978 zu Itzgrund - Steinrod, am 1. Januar 1977 zu Rödental - Unterelldorf, am 1. Mai 1978 zu Seßlach - Wasung, am 1. Januar 1976 zu Neustadt - Welsberg, am 1. Mai 1978 zu Itzgrund - Witzmannsberg, am 1. Mai 1972 zu Ahorn |

## Gemeinden des Landkreises vor der Gebietsreform 1971/78
Bis zur Gebietsreform 1971/78 hatte der Landkreis Coburg insgesamt 133 Gemeinden (siehe Liste unten).
Im Westen und Norden grenzte der Landkreis nach 1945 an die Deutsche Demokratische Republik. Im Südosten grenzte der Landkreis an den Landkreis Kronach, im Süden an den Landkreis Lichtenfels im Südwesten an den Landkreis Staffelstein. Im Gegensatz zu heute war nicht nur Coburg eine Kreisfreie Stadt, sondern auch Neustadt b.Coburg. Wie heute noch war die Stadt Coburg Sitz der Kreisverwaltung.
Die Gemeinden des Landkreises Coburg zwischen 1921 und der Gemeindereform 1971/78: (Die Gemeinden, die es heute noch gibt, sind fett geschrieben.)

Landkreis Coburg, Gemeindegrenzenkarte von 1961

| frühere Gemeinde              | heutige Gemeinde    | heutiger Landkreis      |
| ----------------------------- | ------------------- | ----------------------- |
| Ahlstadt                      | Meeder              | Landkreis Coburg        |
| Ahorn                         | Ahorn               | Landkreis Coburg        |
| Aicha                         | Neustadt b.Coburg   | Landkreis Coburg        |
| Altenhof                      | Weitramsdorf        | Landkreis Coburg        |
| Beiersdorf bei Coburg         | Coburg              | Kreisfreie Stadt Coburg |
| Bertelsdorf                   | Coburg              | Kreisfreie Stadt Coburg |
| Beuerfeld                     | Meeder              | Landkreis Coburg        |
| Bieberbach                    | Sonnefeld           | Landkreis Coburg        |
| Birkach a.Forst               | Untersiemau         | Landkreis Coburg        |
| Birkig                        | Neustadt b.Coburg   | Landkreis Coburg        |
| Blumenrod                     | Rödental            | Landkreis Coburg        |
| Boderndorf                    | Neustadt b.Coburg   | Landkreis Coburg        |
| Breitenau                     | Bad Rodach          | Landkreis Coburg        |
| Brüx                          | Neustadt b.Coburg   | Landkreis Coburg        |
| Buchenrod                     | Großheirath         | Landkreis Coburg        |
| Cortendorf                    | Coburg              | Kreisfreie Stadt Coburg |
| Creidlitz                     | Coburg              | Kreisfreie Stadt Coburg |
| Dörfles b.Coburg              | Dörfles-Esbach      | Landkreis Coburg        |
| Drossenhausen                 | Meeder              | Landkreis Coburg        |
| Ebersdorf b.Coburg            | Ebersdorf b.Coburg  | Landkreis Coburg        |
| Ebersdorf b.Neustadt b.Coburg | Neustadt b.Coburg   | Landkreis Coburg        |
| Einberg                       | Rödental            | Landkreis Coburg        |
| Elsa                          | Bad Rodach          | Landkreis Coburg        |
| Esbach                        | Dörfles-Esbach      | Landkreis Coburg        |
| Fechheim                      | Neustadt b.Coburg   | Landkreis Coburg        |
| Fischbach                     | Rödental            | Landkreis Coburg        |
| Fornbach                      | Rödental            | Landkreis Coburg        |
| Friesendorf                   | Ebersdorf b.Coburg  | Landkreis Coburg        |
| Frohnlach                     | Ebersdorf b.Coburg  | Landkreis Coburg        |
| Fürth a.Berg                  | Neustadt b.Coburg   | Landkreis Coburg        |
| Gauerstadt                    | Bad Rodach          | Landkreis Coburg        |
| Gestungshausen                | Sonnefeld           | Landkreis Coburg        |
| Gossenberg                    | Großheirath         | Landkreis Coburg        |
| Grattstadt                    | Bad Rodach          | Landkreis Coburg        |
| Großgarnstadt                 | Ebersdorf b.Coburg  | Landkreis Coburg        |
| Großheirath                   | Großheirath         | Landkreis Coburg        |
| Großwalbur                    | Meeder              | Landkreis Coburg        |
| Grub a.Forst                  | Grub a.Forst        | Landkreis Coburg        |
| Haarbrücken                   | Neustadt b.Coburg   | Landkreis Coburg        |
| Haarth                        | Untersiemau         | Landkreis Coburg        |
| Hassenberg                    | Sonnefeld           | Landkreis Coburg        |
| Heldritt                      | Bad Rodach          | Landkreis Coburg        |
| Herbartsdorf                  | Meeder              | Landkreis Coburg        |
| Hof a.d.Steinach              | Mitwitz             | Landkreis Kronach       |
| Höhn                          | Neustadt b.Coburg   | Landkreis Coburg        |
| Horb a.d.Steinach             | Mitwitz             | Landkreis Kronach       |
| Horb b.Fürth a.Berg           | Neustadt b.Coburg   | Landkreis Coburg        |
| Kemmaten                      | Neustadt b.Coburg   | Landkreis Coburg        |
| Ketschenbach                  | Neustadt b.Coburg   | Landkreis Coburg        |
| Ketschendorf                  | Coburg              | Kreisfreie Stadt Coburg |
| Kipfendorf                    | Rödental            | Landkreis Coburg        |
| Kleingarnstadt                | Ebersdorf b.Coburg  | Landkreis Coburg        |
| Kleinwalbur                   | Meeder              | Landkreis Coburg        |
| Kösfeld                       | Meeder              | Landkreis Coburg        |
| Lempertshausen                | Bad Rodach          | Landkreis Coburg        |
| Leutendorf b.Coburg           | Mitwitz             | Landkreis Kronach       |
| Lützelbuch                    | Coburg              | Kreisfreie Stadt Coburg |
| Mährenhausen                  | Bad Rodach          | Landkreis Coburg        |
| Meeder                        | Meeder              | Landkreis Coburg        |
| Meilschnitz                   | Neustadt b.Coburg   | Landkreis Coburg        |
| Meschenbach                   | Untersiemau         | Landkreis Coburg        |
| Mirsdorf                      | Meeder              | Landkreis Coburg        |
| Mittelberg                    | Rödental            | Landkreis Coburg        |
| Mittelwasungen                | Neustadt b.Coburg   | Landkreis Coburg        |
| Mödlitz                       | Schneckenlohe       | Landkreis Kronach       |
| Moggenbrunn                   | Meeder              | Landkreis Coburg        |
| Mönchröden                    | Rödental            | Landkreis Coburg        |
| Neida                         | Meeder              | Landkreis Coburg        |
| Neu- und Neershof             | Coburg              | Kreisfreie Stadt Coburg |
| Neukirchen                    | Lautertal           | Landkreis Coburg        |
| Neuses am Brand               | Sonnefeld           | Landkreis Coburg        |
| Neuses an den Eichen          | Großheirath         | Landkreis Coburg        |
| Neuses b.Coburg               | Coburg              | Kreisfreie Stadt Coburg |
| Niederfüllbach                | Niederfüllbach      | Landkreis Coburg        |
| Oberfüllbach                  | Ebersdorf b.Coburg  | Landkreis Coburg        |
| Oberlauter                    | Lautertal           | Landkreis Coburg        |
| Obersiemau                    | Untersiemau         | Landkreis Coburg        |
| Oberwasungen                  | Sonnefeld           | Landkreis Coburg        |
| Oberwohlsbach                 | Rödental            | Landkreis Coburg        |
| Oeslau                        | Rödental            | Landkreis Coburg        |
| Oettingshausen                | Bad Rodach          | Landkreis Coburg        |
| Ottowind                      | Meeder              | Landkreis Coburg        |
| Plesten                       | Neustadt b.Coburg   | Landkreis Coburg        |
| Rodach b.Coburg (Stadt)       | Bad Rodach          | Landkreis Coburg        |
| Rögen                         | Coburg              | Kreisfreie Stadt Coburg |
| Rohrbach                      | Grub a.Forst        | Landkreis Coburg        |
| Rossach                       | Großheirath         | Landkreis Coburg        |
| Roßfeld                       | Bad Rodach          | Landkreis Coburg        |
| Roth a.Forst                  | Grub a.Forst        | Landkreis Coburg        |
| Rothenhof                     | Rödental            | Landkreis Coburg        |
| Rottenbach                    | Lautertal           | Landkreis Coburg        |
| Rudelsdorf                    | Bad Rodach          | Landkreis Coburg        |
| Rüttmannsdorf                 | Neustadt b.Coburg   | Landkreis Coburg        |
| Schafhof                      | Ahorn               | Landkreis Coburg        |
| Scherneck                     | Untersiemau         | Landkreis Coburg        |
| Scheuerfeld                   | Coburg              | Kreisfreie Stadt Coburg |
| Schönstädt                    | Rödental            | Landkreis Coburg        |
| Schorkendorf                  | Ahorn               | Landkreis Coburg        |
| Seidmannsdorf                 | Coburg              | Kreisfreie Stadt Coburg |
| Sonnefeld                     | Sonnefeld           | Landkreis Coburg        |
| Spittelstein                  | Rödental            | Landkreis Coburg        |
| Steinach a.d.Steinach         | Mitwitz             | Landkreis Kronach       |
| Stöppach                      | Untersiemau         | Landkreis Coburg        |
| Sulzdorf                      | Meeder              | Landkreis Coburg        |
| Sülzfeld                      | Bad Rodach          | Landkreis Coburg        |
| Thann                         | Neustadt b.Coburg   | Landkreis Coburg        |
| Tiefenlauter                  | Lautertal           | Landkreis Coburg        |
| Tremersdorf                   | Lautertal           | Landkreis Coburg        |
| Trübenbach                    | Weidhausen b.Coburg | Landkreis Coburg        |
| Unterlauter                   | Lautertal           | Landkreis Coburg        |
| Untersiemau                   | Untersiemau         | Landkreis Coburg        |
| Unterwasungen                 | Neustadt b.Coburg   | Landkreis Coburg        |
| Unterwohlsbach                | Rödental            | Landkreis Coburg        |
| Waldsachsen                   | Rödental            | Landkreis Coburg        |
| Waltersdorf                   | Rödental            | Landkreis Coburg        |
| Watzendorf                    | Großheirath         | Landkreis Coburg        |
| Weickenbach                   | Sonnefeld           | Landkreis Coburg        |
| Weidach                       | Weitramsdorf        | Landkreis Coburg        |
| Weidhausen b.Coburg           | Weidhausen b.Coburg | Landkreis Coburg        |
| Weimersdorf                   | Neustadt b.Coburg   | Landkreis Coburg        |
| Weischau                      | Sonnefeld           | Landkreis Coburg        |
| Weißenbrunn a.Forst           | Untersiemau         | Landkreis Coburg        |
| Weißenbrunn vorm Wald         | Rödental            | Landkreis Coburg        |
| Weitramsdorf                  | Weitramsdorf        | Landkreis Coburg        |
| Wellmersdorf                  | Neustadt b.Coburg   | Landkreis Coburg        |
| Wiesenfeld b.Coburg           | Meeder              | Landkreis Coburg        |
| Wildenheid                    | Neustadt b.Coburg   | Landkreis Coburg        |
| Wohlbach                      | Ahorn               | Landkreis Coburg        |
| Wörlsdorf                     | Sonnefeld           | Landkreis Coburg        |
| Wüstenahorn                   | Coburg              | Kreisfreie Stadt Coburg |
| Zedersdorf                    | Sonnefeld           | Landkreis Coburg        |
| Zeickhorn                     | Grub a.Forst        | Landkreis Coburg        |
| Ziegelsdorf                   | Untersiemau         | Landkreis Coburg        |

Weitere ehemalige Gemeinden des Altkreises Coburg waren:
- Rosenau, am 1. April 1928 zu Unterwohlsbach
- Schweighof, am 1. April 1928 zu Elsa und
- Taimbach, am 1. April 1928 zu Fornbach.

## Kfz-Kennzeichen
Am 1. Juli 1956 wurde dem Landkreis bei der Einführung der bis heute gültigen Kfz-Kennzeichen das Unterscheidungszeichen CO zugewiesen. Es wird durchgängig bis heute ausgegeben. Seit dem 10. Juli 2013 ist durch die Kennzeichenliberalisierung auch das Unterscheidungszeichen NEC (Neustadt bei Coburg) erhältlich. Die Kraftfahrzeugzulassung erfolgt seit 1. Dezember 2014 gemeinsam mit der kreisfreien Stadt Coburg im Zweckverband Zulassungsstelle Coburg.